# Gabriel Huquier
Gabriel Huquier, né le 7 mai 1695 à Orléans et mort le 11 juin 1772 à Paris, est un graveur, éditeur et marchand d'estampe parisien.

## Biographie
Marchand d’estampes établi rue Saint-Jacques, Huquier se distinguait surtout par ses profondes connaissances dans les arts et l’usage qu’il en faisait. Figure centrale de la production de gravures ornementales au XVIIIe siècle, il a joué un rôle important dans la conception et l’ornement de style rocaille. Ses interprétations et ses adaptations des œuvres de Watteau ont fait de ses gravures la source principale de diffusion des œuvres de Watteau à son époque.
On a de lui un grand nombre de gravures à l’eau-forte, d’après Jacques de Lajoue, François Boucher, Gilles-Marie Oppenord, Juste-Aurèle Meissonnier, Alexis Peyrotte, Nicolas Pineau et beaucoup d’autres maitres français de l’époque.
Possédant une nombreuse collection de dessins et d’estampes, ses portefeuilles étaient ouverts, certains jours de la semaine, à tous les artistes et amateurs qui se présentaient. Ses collections ont été dispersées à trois grandes ventes aux enchères, en 1761 à Amsterdam, en 1771 à Paris et, après sa mort, à Paris en 1772.
Également graveur, éditeur et marchand d’estampes, son fils, Jacques-Gabriel Huquier épouse Anne-Louise Chéreau, fille du graveur Jacques Chéreau le 30 novembre 1758. Jacques-Gabriel Huquier a quitté la France pour l'Angleterre en laissant femme et enfants. Il a gravé des sujets dans le même genre que son père et de nombreuses vues de villes.
Emmanuel Boussuge et Françoise Launay ont révélé sa collaboration à l’Encyclopédie.

## Œuvres

### Gravures d’après Watteau
- Les cinq Sens de nature, 5 pièces in-fol.
- Les jardins de Cythère, et ceux de Bacchus, 2 pièces in-fol.
- Le Temple de Diane, et celui de Neptune, 2 pièces in-fol.
- Apollon Chasseur, et Diane Chasseresse, 2 pièces in-fol.
- Le Berger empressé, et le Jardinier fidèle, 2 pièces in-fol.
- Le Repos gracieux, et l’Amusement, 2 pièces in-fol.
- L’Heureuse Rencontre, et la Danse bachique, 2-pièces gr. in-fol.
- Le Berceau, et le Théâtre, 2 pièces gr. in-fol.
- L’innocent Badinage, et les Plaisirs de la jeunesse, 2 pièces in-fol.
- Le Triomphe de Galathée, et le Berger surpris par un orage, 2 pièces in-fol.
- L’Empereur de la Chine, et Divinité chinoise, 2 pièces in-fol.
- Les Quatre Saisons, figurées par des PastoraIes, 4 pièces gr. in-fol.
- Les Quatre Élémens, 4 feuilles, chacune avec son intitulé, gr. in-fol.
- Livre nouveau de divers Trophées, inventés par Watteau, 12 feuilles in-fol.

### Gravures d’après Boucher
- Deux livres d’Études, chacun de 4 feuilles.
- Un livre de Figures académiques, 12 pièces in-fol.
- Quatre livres de divers Sujets et de Pastorales, 24 pièces.
- Un livre de Vases, 12 feuilles.
- Un livre d’Écrans, 12 feuilles.
- Nouveau livre de Figures, 9 pièces gr. in-4 to.
- Suite de Figures chinoises pour le vernis, I4pièces.
- Les Quatre Elémens, en figures chinoises, 4 pièces.
- Les cinq Sens de nature, dont le Toucher deux fois, 6 pièces.
- grande Pastorale, gr. in-fol.
- Deux Pastorales d’enfans, avec ornemens, 2 pièces.
- La Danse chinoise, et la Foire chinoise, 2 pièces.
- La Mère chinoise avec trois Enfans, et l’Empereur chinois donnant audience, 2 pièces.
- Deux Pastorales dans de grands cartouches, 2 feuilles gr. in-fol. en t.
- Cartouche, où se voit un globe, avec Apollon et la Vérité.

### Estampes
- Une collection de 600 vases en 108 feuilles, composées et gravées pour les manufactures de porcelaine, les modeleurs, les orfèvres et autres artistes.
- Une collection d’ornements, dans laquelle il a fait entrer les Groupes et les Vases de fleurs de Battiste.
- Comme Suite de cette Collection, il a donné en deux cahiers, chacun de 12 feuilles, des fleurs composées et des oiseaux de la Chine.
- Iconologies, où sont représentés les Vertus, les Vices, les Arts et les Divinités mythologiques, en 216 feuilles.
- Collection de diverses Figures antiques; d’après les dessins d’Oppenord.
- Gilles-Marie Oppenort, Écuyer, Directeur général des bâtiments et jardins du Duc d’Orléans, Régent de France. G. M. Openort inv. Huquier sc. aq. forti. gr. in-fol.
- Douze planches d’animaux, gravées à l’eau-forte par Dunker, terminées au burin par Huquier.
- 1e Suite. Recueil de petites figures, gravées d'après les dessins des plus habilles Maitres, propres à différents usages, gravées à l'eau-forte par Dunker, terminées par Huquier
- Recueil de 60 planches d'après les desseins de Claude Gillot, La Vie de N.S. Jesus C.

### Dessins
Beaux-Arts de Paris : 
- Projet pour la carte d'adresse de la boutique de Gabriel Huquier, plume, encre brune et lavis brun et rouge, sur esquisse à la pierre noire, H. 0,224 ; L. 0,139 m[4].
- Projet pour la carte d'adresse de la boutique de Gabriel Huquier, plume, encre brune, lavis brun et aquarelle rose, bleue, verte, jaune et pourpre, rehaussées de blanc, sur esquisse à la pierre noire, H. 0,235 ; L. 0,148 m[5].

Ces deux dessins correspondent à des projets de carte d'adresse conçus par l'artiste lors de l'ouverture de sa nouvelle boutique, rue Saint-Jacques en 1738. Tous deux conservés aux Beaux-Arts de Paris, ils offrent une image de l'intérieur de cette boutique remplie de portefeuilles d'estampes et de dessins mais aussi d'objets destinés à séduire l'amateur. 
- Décor avec un portique de treillage et une fontaine, plume et encre brune, lavis brun et aquarelles verte, bleu-vert, bleue, rose, violette et jaune, gouache blanche, H. 0,233 ; L. 0,165 m[7]. Ce projet correspond à un décor intérieur en trompe-l'œil. La fontaine avec deux tritons soutenant une vasque est inspirée d'un motif dessiné par François Boucher que Huquier a gravé (Projet de fontaine, d'après François Boucher, musée du Louvre)[8].
- Ecran à main avec un décor à la Chinoise, plume et encre noire, lavis bleu et aquarelles rouge, jaune, verte, rose, orange, gouache, rehauts de blanc, traces de pierre noire, H. 0,246 ; L. 0,178 m[9]. Ce projet préparatoire, sans doute à une estampe, était destiné à orner un écran à main, très à la mode à l'époque. Le sujet du dessin est chinois, il fait partie d'une série de huit écrans, dont certains sont conservés à la Bibliothèque nationale de France et au musée de l'Ermitage à Saint-Pétersbourg, et datée de peu avant 1738[10].
- Ecran, plume et encre brune, pinceau et lavis pourpre, rehauts de blanc, traces de mise en place à la pierre noire, H. 0,260 ; L. 0,184 m[11]. Il représente un projet pour un écran, objet qui servait de paravent de lumière ou de pare-feu[12].
- L'Innocent Badinage ou Les jeux de garçons, d'après Antoine Watteau, pierre noire, lavis gris, verso : sanguine, H. 0,294 ; L. 0,183 m. Ce dessin reprend une première pensée de Watteau aujourd'hui perdue. Il est préparatoire à l'eau-forte exécutée par Huquier et portant la mention Watteau invenit ; elle a pour pendant Les Plaisirs de la jeunesse (Beaux-Arts de Paris) et fait partie d'une série de quatre compositions, toutes consacrées à des jeux d'enfants. Ces gravures, publiées et vendues chez la veuve de François Chéreau et Gabriel Huquier, probablement vers 1730-1734, pouvaient être achetées isolément ou incluses dans le Recueil Jullienne. Ce type de composition connut un succès immédiat dans le monde entier[13].